# All India Anna Dravida Munnetra Kazhagam
All India Anna Dravida Munnetra Kazhagam (AIADMK) (lit. Federación de Progreso Dravida de Anna en Toda la India) es un partido político indio en el estado de Tamil Nadu y en el Territorio de Unión de Puducherry. Actualmente gobierna en Tamil Nadu y es el tercer partido más grande en el Lok Sabha. Es un Partido Dravídico y fue fundado por M. G. Ramachandran (Popularmente conocido como MGR) el 17 de octubre de 1972 como una facción escindida del Dravida Munnetra Kazhagam (DMK). De 1989 a 2016, el AIADMK estuvo dirigido por Jayalalithaa, quién sirvió como el Ministro en Jefe de Tamil Nadu en varias ocasiones. El partido ha obtenido siete veces la mayoría en el Asamblea Legislativa de Tamil Nandu, Convirtiéndose en el partido político más exitoso en la historia del estado. La sede del partido se llama Puratchi Thalaivar M.G.R. Maaligai, que se encuentra en Avvai Shanmugam Salai, Royapettah, Chennai. El edificio fue donado al partido en 1986 por la esposa de M.G.R., V. N. Janaki Ramachandran, antigua ministra principal de Tamil Nadu.

## Historia

### La era de M. G. Ramachandran (1972–1987)

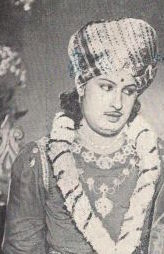

El partido fue fundado en 1972 como Anna Dravida Munnetra Kazhagam (ADMK) por M. G. Ramachandran, una vieja estrella del cine tamil y político popular. Se creó como una facción escindida del Dravida Munnetra Kazhagam (DMK) dirigido por M. Karunanidhi, el entonces ministro en jefe de Tamil Nadu, a causa de diferencias serias entre el dos. Más tarde, MGR prefijó el All India (AI) que etiqueta el nombre del partido. Desde su comienzo, la relación entre el AIADMK y DMK ha estado marcada por el desprecio mutuo. M.G.R. utilizó su red de seguidores para construir los cuadros del partido, y afirma que su partido reclutó a más de un millón de miembros en los dos primeros meses. El partido saboreó la victoria por primera vez en 1973 donde fue ganador en las elecciones parciales al parlamento de Dindigul y también ganó el asambleario de Coimbatore un año más tarde. El 2 de abril de 1973, AIADMK emergió como el tercer partido político más grande representado por 11 diputados en la Asamblea. Más tarde el 31 de enero de 1976, AIADMK emergió como el segundo partido político más grande representado por 16 diputados en la Asamblea. La AIADMK se acervó al partido del Congreso Nacional Indio al apoyar la Emergencia que ocurrió entre 1975 y 1977.
El gobierno dirigido por DMK fue destituido por una promulgación central por cargos de corrupción en 1976. El AIADMK llegó al poder en 1977, venciendo al DMK en las elecciones de asamblea. MGR juró como tercer ministro principal del Estado el 30 de junio de 1977y se mantuvo en el poder hasta su muerte en diciembre de 1987, ganando tres elecciones de asamblea consecutivas celebradas en 1977, 1980 y 1984.
En 1979, AIADMK devenía como primer partido Dravídico y regional en formar parte del gabinete de la Unión. Satyavani Muthu y Aravinda Bala Pajanor, fueron los diputados que formaron parte del efímero gobierno de Charan Singh, que fue seguido por Morarji Desai dirigido por el Janata Party entre 1977–79.
Las relaciones entre el Congreso y el AIADMK se fueron tensando poco a poco. En las elecciones generales indias de enero de 1980, el Congreso alineado con el DMK y la alianza ganó 37 de los 39 escaños parlamentarios estatales; el AIADMK sólo obtuvo dos escaños. Tras volver al poder, Indira Gandhi, destituyó a varios gobiernos estatales pertenecientes a los partidos de la oposición, incluido el gobierno de la AIADMK en Tamil Nadu.
Elecciones en 1980 con el DMK de la oposición continuando la alianza electoral con el INC. En un enorme cambio de suerte tras las elecciones a la Lok Sabha, el AIADMK obtuvo una cómoda mayoría en la asamblea estatal con 129 de los 234 escaños. M.G.R. juró como ministro principal por segunda vez el 9 de junio de 1980.
En 1984, a pesar de que la salud de M.G.R. se debilitó y fue hospitalizado, el partido ganó las elecciones a la asamblea en alianza con el INC. Muchos historiadores políticos consideran que la persona y el carisma de M.G.R. en ese momento eran "infalibles", y una continuación lógica de su imagen de "buen chico" en la pantalla, reforzada por su "estatus mítico" en la mente de las masas. MGR siguió gozando de apoyo popular en su tercer mandato hasta su muerte el 24 de diciembre de 1987.

### Crisis de sucesión (1987–1989)

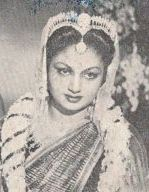
M. G. Ramachandran a la izquierda y Janaki en la derecha

Tras la muerte de M.G.R., su esposa, la actriz reconvertida en política V. N. Janaki Ramachandran, ascendió al liderazgo del partido con el apoyo de R. M. Veerappan y 98 diputados. Dirigió el gobierno durante 23 días como primera mujer ministra jefe del estado, desde el 7 de enero de 1988 hasta que se suspendió la asamblea del estado el 30 de enero de 1988 y se impuso el gobierno del Presidente. El partido comenzó a desmoronarse debido a las luchas internas y se dividió en dos facciones, una bajo el mando de Janaki Ramachandran y la otra bajo el de J. Jayalalithaa, una asociada y también actriz de cine convertida en política que había actuado con M.G.Ramachandran. La Comisión Electoral congeló el símbolo de las "dos hojas" el 17 de diciembre de 1988. En las elecciones a la asamblea de 1989, el DMK recuperó el poder tras 12 años en la oposición, con M. Karunanidhi volviendo a ser ministro principal por tercera vez. El AIADMK, debido a su división, sufrió mucho en las elecciones, y las facciones de Janaki Ramachandran y Jayalalithaa sólo obtuvieron 2 y 27 escaños respectivamente. Tras la derrota del AIADMK en las elecciones, las facciones lideradas por Jayalalithaa y Janaki Ramachandran se fusionaron bajo el liderazgo de la primera el 10 de febrero de 1989, ya que Janaki decidió que la política no era su fuerte. El 11 de febrero de 1989, el entonces comisario jefe de las elecciones, R. V. S. Peri Sastri, concedió el símbolo de las dos hojas al partido unido AIADMK, dirigido por Jayalalithaa. El AIADMK forjó una alianza con el Congreso Nacional Indio (INC) en las elecciones al lok sabha de 1989 y ganó 37 de los 39 escaños de Tamil Nadu. El gobierno del DMK fue destituido en 1991 por el gobierno central presidido por el entonces primer ministro Chandra Shekhar, aliado de la AIADMK en aquella época, acusado de que la maquinaria constitucional del estado se había roto.

### La era de Jayalalithaa (1989 - 5 de diciembre de 2016)

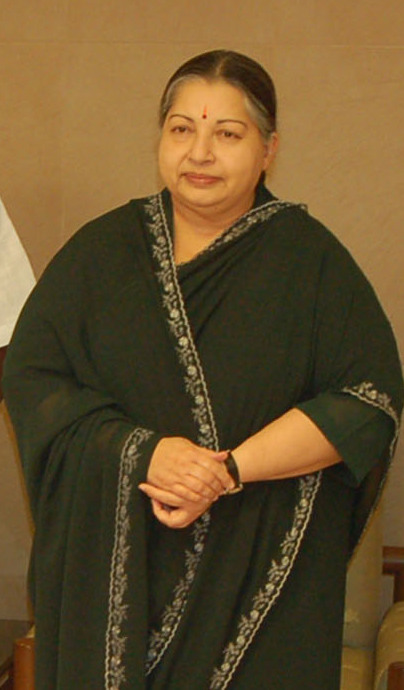
Jayalalithaa

El AIADMK se alió con el Congreso Nacional Indio (INC) y llegó al poder en las elecciones a la asamblea de 1991 bajo el liderazgo de Jayalalitha, que se convirtió en la segunda mujer y quinta ministra principal del estado. Los observadores políticos atribuyen esta aplastante victoria a la ola antipopular surgida a raíz del asesinato del ex primer ministro Rajiv Gandhi por presuntos separatistas tamiles que luchaban por una patria en la vecina Sri Lanka. El gobierno resultante fue acusado de corrupción a gran escala, pero Jayalalithaa se mantuvo en el poder durante un mandato completo de cinco años. En las elecciones a la asamblea de 1996, la AIADMK mantuvo su alianza con el INC, pero sufrió una gran derrota, pues sólo ganó 4 de los 234 escaños de la asamblea, e incluso Jayalalithaa perdió en la circunscripción de Bargur.
La AIADMK formó una alianza con el Bharatiya Janata Partido (BJP) y el Marumalarchi Dravida Munnetra Kazhagam (MDMK) de Vaiko, otra facción escindida del DMK, durante las elecciones parlamentarias de 1998. La AIADMK compartió el poder con el BJP en el gobierno de Atal Bihari Vajpayee entre 1998 y 1999, pero le retiró su apoyo a principios de 1999, lo que provocó la caída del gobierno del BJP. Tras ello, la AIADMK volvió a aliarse con el INC.
En las elecciones a la asamblea de 2001, la alianza liderada por la AIADMK, formada por el Congreso Nacional Indio, el Congreso Tamil Maanila (Moopanar) (TMC(M)), el Frente de Izquierda y el Pattali Makkal Katchi (PMK), recuperó el poder, obteniendo 197 escaños, de los cuales la AIADMK ganó 132. Debido a los procesos por un caso de patrimonio desproporcionado que se produjeron en su anterior mandato, se impidió a Jayalalithaa ocupar el cargo. O. Panneerselvam, un estrecho confidente de Jayalalithaa, fue nombrado ministro principal el 21 de septiembre de 2001. Una vez que el Tribunal Supremo de la India anuló la condena y la sentencia de Jayalalithaa en el caso, O. Panneerselvam dimitió el 2 de marzo de 2002, y Jayalalithaa volvió a jurar como ministra principal por tercera vez[.
Su segundo mandato no se vio empañado por los escándalos de corrupción. Tomó muchas decisiones populares, como la prohibición de los billetes de lotería, la restricción del negocio del licor y extracción de arena a las agencias gubernamentales y la prohibición de la venta de productos de tabaco cerca de las escuelas y Universidades. Animó a las mujeres a incorporarse al cuerpo de policía del estado creando comisarías para mujeres y encargando a 150 mujeres para los comandos de élite de la policía en 2003, una primicia en India. Las mujeres recibieron la misma formación que los hombres, que incluía el manejo de armas, la detección y eliminación de bombas, la conducción de vehículos, la equitación y los deportes de aventura. Envío una fuerza especial a los bosques de Satyamangalam en octubre de 2004 para perseguir al notorio contrabandista de sándalo Veerappan. La operación tuvo éxito, ya que el grupo especial lo mató el 18 de octubre de 2004.
Sin embargo, a pesar de las medidas populares adoptadas por el gobierno, en las elecciones al Lok Sabha de 2004, el partido, en alianza con el BJP de nuevo, fue humillado, no ganando ninguno de los 39 escaños del Lok Sabha del estado. La Alianza Democrática Progresista (DPA), una alianza liderada por el DMK y formada por los principales partidos de la oposición del estado, arrasó en las elecciones.
Más tarde, en las elecciones a la asamblea de 2006, a pesar de las especulaciones de los medios de comunicación sobre una asamblea colgada, la AIADMK, que se presentaba sólo con el apoyo del MDMK y algunos otros partidos más pequeños, obtuvo 61 escaños frente a los 96 del DMK y fue expulsada del poder por la alianza congresual liderada por el PMK y el Frente de Izquierda. Los reveses electorales del AIADMK continuaron en las elecciones al Lok Sabha de 2009. Sin embargo, la actuación del partido fue mejor que su debacle de 2004, y consiguió ganar nueve escaños.
Tras la corrupción generalizada y las acusaciones de nepotismo contra el gobierno del DMK, en las elecciones a la asamblea de 2011, el partido, en alianza con partidos como la izquierda y el actor convertido en político Desiya Murpokku Dravida Kazhagam (DMDK), arrasó en las urnas, obteniendo 202 escaños, mientras que el AIADMK ganó 150. Jayalalithaa juró su cargo de ministra principal por cuarta vez
En el territorio de la unión de Puducherry, la AIADMK se alió con el All India N.R. Congress (AINRC) de N. Rangasamy y ganó las elecciones a la asamblea de 2011, que se celebraron en paralelo a las de Tamil Nadu. Sin embargo, no se unió al gobierno recién elegido dirigido por el AINRC. Los buenos resultados electorales de la AIADMK continuaron en las elecciones al Lok Sabha de 2014. Al competir sin aliados, el AIADMK ganó un número sin precedentes de 37 de los 39 escaños en el estado de Tamil Nadu y se convirtió en el tercer partido más grande del parlamento.
El 27 de septiembre de 2014, Jayalalithaa fue condenada en el caso de activos desproporcionados por un Tribunal Especial junto con sus socios V. K. Sasikala, Ilavarasi y V. N. Sudhakaran, y sentenciada a cuatro años de prisión. Jayalalithaa también fue multada con 100 millones de rupias y sus socios con 10 millones cada uno. El caso tuvo implicaciones políticas, ya que fue el primero en el que un ministro principal en el poder tuvo que dimitir por una sentencia judicial.
Debido a su dimisión, O. Panneerselvam tomó posesión como ministro principal el 29 de septiembre de 2014. El Tribunal Superior denegó la libertad bajo fianza a Jayalalithaa y solicitó la fianza al Tribunal Supremo. El Tribunal Supremo le concedió la fianza el 17 de octubre de 2014. El 11 de mayo de 2015, el alto tribunal de Karnataka dijo que quedaba absuelta de ese caso, y volvió a jurar como ministra principal por quinta vez. En las elecciones a la asamblea de 2016, en las que concurrió sin aliados, el AIADMK arrasó en las urnas, ganando 135 de los 234 escaños. El 23 de mayo de 2016, Jayalalithaa juró como ministra principal por sexta vez.
El 22 de septiembre de 2016, fue ingresada en el Hospital Apollo de Chennai por fiebre y deshidratación. Tras una prolongada enfermedad, falleció el 5 de diciembre de 2016.

#### Expansión en Tamil Nadu y Puducherry
Bajo el régimen de Jayalalithaa, All India Anna Dravida Munnetra Kazhagam se extiende más allá de Tamil Nadu y Puducherry. Se establecen unidades estatales en Andhra Pradesh, Karnataka y Kerala. El partido también tiene seguidores en lugares como las islas Andamán y Nicobar, Maharashtra, el Territorio de la Capital Nacional de Delhi y Telangana en India, también en países donde hay población tamil.
En Karnataka, el partido tuvo miembros en la asamblea estatal de 1983 a 2004 y tiene influencia en las zonas de habla tamil de Bengaluru y Kolar.
En Andhra Pradesh y Kerala, el partido se presentó a algunas elecciones a la asamblea legislativa, pero no ganó ningún escaño en ninguna de ellas.

### Era de V. K. Sasikala & Dhinakaran (16 de diciembre de 2016 - 20 de agosto de 2017)
Tras la muerte de J. Jayalalithaa el 5 de diciembre de 2016, su amiga de siempre, V. K. Sasikala, fue elegida por unanimidad como secretaria general del partido el 16 de diciembre de 2016. El 5 de febrero de 2017, fue elegida como líder de la asamblea legislativa como ministra principal. O. Panneerselvam se rebeló contra V. K. Sasikala y denunció que se había visto obligado a dimitir como ministro principal, lo que supuso un nuevo giro en la política de Tamil Nadu. Debido a una condena en el caso de activos desproporcionados contra Jayalalithaa, Sasikala fue condenada a 4 años de prisión en la Prisión Central de Bengaluru. Antes, nombró a Edappadi K. Palaniswami como líder del partido legislativo (ministro principal). También nombró a su sobrino y antiguo tesorero del partido T. T. V. Dhinakaran como vicesecretario general del partido AIADMK. Con el apoyo de 123 MLA, Edappadi K. Palaniswami fue nombrado ministro principal de Tamil Nadu.
El 23 de marzo de 2017, la comisión electoral de la India otorgó símbolos de partido separados a las dos facciones; la facción de O. Panneerselvam conocida como AIADMK (PURATCHI THALAIVI AMMA), mientras que la facción de Edappadi K. Palaniswami conocida como AIADMK (AMMA).
Se anunciaron elecciones parciales en la circunscripción del Dr. Radhakrishnan Nagar, que quedó vacante por la muerte de Jayalalithaa. Sin embargo, la comisión electoral canceló las elecciones parciales después de que salieran a la luz pruebas de sobornos a gran escala por parte de la AIADMK (AMMA) en el poder. El 17 de abril de 2017, la policía de Delhi registró un caso contra Dhinakaran, que también era el candidato de la AIADMK (AMMA) para las elecciones parciales en Dr. Radhakrishnan Nagar, en relación con una acusación de intento de soborno a la Comisión Electoral de la India (ECI) por el símbolo electoral de la AIADMK. Sin embargo, el Tribunal Especial de Tis Hazari le concedió la libertad bajo fianza alegando que la policía no había identificado al funcionario público supuestamente sobornado.
T. T. V. Dhinakaran comenzó su trabajo en el partido el 5 de agosto de 2017. Sin embargo, el ministro jefe Edappadi K. Palaniswami tuvo un desencuentro con Dhinakaran y anunció que el nombramiento de T. T. V. Dinakaran como vicesecretario general no era válido. Entonces T. T. V. Dhinakaran afirma que es "Nosotros somos la verdadera AIADMK y el 95% de sus cuadros están con nosotros".

### Era de O. Panneerselvam & Edappadi K. Palaniswami (21 de agosto de 2017-presente)
El 21 de agosto de 2017, las facciones de O. Panneerselvam y Edappadi K. Palaniswami de la AIADMK se fusionaron y O. Panneerselvam prestó juramento como viceministro jefe de Tamil Nadu con la cartera de Finanzas y coordinador de la AIADMK. También ocupa las carteras de Vivienda, Vivienda Rural, Desarrollo de la Vivienda, Junta de Limpieza de Barrios de Tugurios y Control de Alojamientos, Planificación Urbana, Desarrollo Urbano y Autoridad de Desarrollo Metropolitano de Chennai. El 4 de enero de 2018, O. Panneerselvam fue elegido líder de la Cámara en la Asamblea Legislativa de Tamil Nadu.
El 12 de septiembre de 2017, el consejo general de la AIADMK decidió anular el nombramiento de V. K. Sasikala como secretaria general y la expulsó oficialmente del partido, aunque se permitió que miembros destacados nombrados por ella en puestos del partido siguieran desempeñando sus funciones. En su lugar, la difunta J. Jayalalithaa fue nombrada eterna secretaria general de la AIADMK.
Un día después de la fusión de las dos facciones de la AIADMK, 19 diputados que debían lealtad al destituido vicesecretario general T. T. V. Dhinakaran presentaron, el 22 de abril de 2017, cartas al gobernador en las que expresaban su falta de confianza en el ministro jefe Edappadi K. Palaniswami y retiraban su apoyo al gobierno. 18 de esos 19 diputados fueron descalificados por el presidente de la legislatura por recomendación del jefe de la AIADMK. Tras una prolongada batalla legal, el Tribunal Superior de Chennai confirmó las órdenes del Presidente y se celebraron elecciones parciales junto con las elecciones generales al Parlamento. El 23 de noviembre de 2017, la comisión electoral de la India concedió el símbolo de dos hojas al bando de O. Panneerselvam y Edappadi K. Palaniswami.
A pesar de las medidas populares adoptadas por el gobierno, en las elecciones al Lok Sabha de 2019, el partido, en alianza con el BJP de nuevo, fue humillado, ganando uno de los 39 escaños del Lok Sabha del estado. La Alianza Progresista Secular (SPA), una alianza liderada por el DMK y formada por todos los principales partidos de la oposición en el estado, arrasó en las elecciones al obtener 38 escaños.
Más tarde, en las elecciones a la asamblea de 2021, la AIADMK concurrió con el apoyo de la misma Alianza Democrática Nacional (NDA) y algunos otros partidos más pequeños, obtuvo 66 escaños frente a los 133 del DMK y fue expulsada del poder por la alianza progresista secular liderada por el DMK. Tras las elecciones, la AIADMK se convirtió en el principal partido de la oposición en la asamblea. El 11 de mayo de 2021, el coordinador conjunto del partido, Edappadi K. Palaniswami, fue reconocido como líder de la oposición en la Asamblea Legislativa de Tamil Nadu, y el 14 de junio de 2021, el coordinador del partido, O. Panneerselvam, fue reconocido como líder adjunto de la oposición en la Asamblea Legislativa de Tamil Nadu por M. Appavu, presidente de la asamblea.

## Políticas
MGR indicó que él nunca "ha favorecido el anti-Brahminismo y el ADMK se opone a la exclusión étnica". Janaki Y Jayalalithaa más tarde luchaban para la posición de ventaja. El ADMK buscó que se despolitice la política de educación del gobierno para que deje de intervenir en la educación y la lengua de enseñanza sea el Tamil. Las políticas de ADMK apuntaron a los segmentos más pobres de Tamil y mujeres indigentes centralizando el esquema de comida de mediodía masivo para niños. Había aproximación ambivalente hacia la política de reserva e intereses de labradores.
El AIADMK y su partido de oposición primo, el DMK haber posted una variedad de los esquemas populistas que apuntan el índice de desarrollo humano del estado. La mayoría de los esquemas está acusado para ser apuntando garner soporte electoral más grande. Ambos los partidos tienen los esquemas listaron en la elección manifestos cubriendo varios segmentos de la población que implica pescadores, labradores, y niños escolares. Caja el @2000s, los partidos tuvieron esquemas de bienestar como maternity asistencia, transporte público subvencionado, y subvenciones educativas. Después del @2000s, los partidos empezaron competir en un nivel creciente sobre la distribución de bienes de consumidor. El ADMK el gobierno distribuyó ciclos libres a clase 11 y clase 12 estudiantes durante su tenure de 2001@–06. El DMK, en competición, televisiones de color libres prometidas en su manifesto en 2006 elecciones. La competición continuada durante las 2011 elecciones cuándo ambos partidos anunciaron portátiles libres para alumnado de escuelas y molinillo, mixer y seguidores para públicos.

## Críticas
Al ser un actor popular, los clubes de fanes de M.G.R. se convirtieron en una fuente de movilización electoral. El jefe de su club de fanes, R. M. Veerappan, se convirtió en un lugarteniente, y la también actriz J. Jayalalithaa fue preparada como posible heredera. Durante el gobierno de M.G.R. se produjo casi un colapso administrativo, y la posición del estado en cuanto a producción industrial cayó del tercer puesto de la nación en 1977 al decimotercero en 1987. Los planes populistas, que consumían dos tercios del presupuesto del estado, supusieron un coste económico a largo plazo. M.G.R. dirigía una administración centralizada que causó un grave perjuicio a la administración estatal durante su prolongado periodo de enfermedad.
También se acusó a Jayalalithaa de crear un culto a la personalidad, y los seguidores y activistas del partido la llamaban "Amma" ("madre" en tamil). Su rostro adornaba los comedores, las farmacias, los paquetes de sal, los ordenadores portátiles, los kits de cuidado de bebés, el agua embotellada, las tiendas de medicamentos y los sacos de cemento. Tras su encarcelamiento el 27 de septiembre de 2014, sus partidarios celebraron protestas y lloraron abiertamente. Su sustituto, el exministro del partido, O. Panneerselvam, también lloró durante su toma de posesión, y sus compañeros dijeron que estaban de luto. Debido al liderazgo centralizado de Jayalalithaa, el estado de Tamil Nadu experimentó una parálisis política, y la mayoría de los legisladores y cuadros del partido protestaron contra su condena con ayunos de hambre y bloqueos de carreteras y ferrocarriles.

## Historia de elecciones

### Tamil Nadu
| Año        | Elección       | Votos                     | Asientos (ganados/disputados) |
| ---------- | -------------- | ------------------------- | ----------------------------- |
| 02-04-1973 | 5.ª Asamblea   | 11                        |                               |
| 31-01-1976 | 5.ª Asamblea   | 16                        |                               |
| 1977       | 6.ª Asamblea   | 5,194,876                 | 132/155                       |
| 1977       | 6.º Lok Sabha  | 5,365,076                 | 17                            |
| 1980       | 7.ª Asamblea   | 7,303,010                 | 129/177                       |
| 1980       | 7.º Lok Sabha  | 4,674,064                 | 2                             |
| 1984       | 8.ª Asamblea   | 8,030,809                 | 134                           |
| 1984       | 8.º Lok Sabha  | 3,968,967                 | 12                            |
| 1989       | 9.ª Asamblea   | 148,630                   | 2 (Facción Janaki)            |
| 1989       | 9.ª Asamblea   | 27 (Facción Jayalalithaa) |                               |
| 1989       | 9.º Lok Sabha  | 4,518,649                 | 11                            |
| 1991       | 10.ª Asamblea  | 10,940,966                | 164/168                       |
| 1991       | 10.º Lok Sabha | 4,470,542                 | 11                            |
| 1996       | 11.ª Asamblea  | 5,831,383                 | 4                             |
| 1996       | 11.º Lok Sabha | 2,130,286                 | 0                             |
| 1998       | 12.º Lok Sabha | 6,628,928                 | 18                            |
| 1999       | 13.º Lok Sabha | 6,992,003                 | 10                            |
| 2001       | 12.ª Asamblea  | 8,815,387                 | 132                           |
| 2004       | 14.º Lok Sabha | 8,547,014                 | 0                             |
| 2006       | 13.ª Asamblea  | 10,768,559                | 61                            |
| 2009       | 15.º Lok Sabha | 6,953,591                 | 9                             |
| 2011       | 14.ª Asamblea  | 14,149,681                | 150/160                       |
| 2014       | 16.º Lok Sabha | 18,115,825                | 37/39                         |
| 2016       | 15.ª Asamblea  | 17,617,060                | 136/234                       |

### Puducherry
| Año  | Elección general | Votos   | Asientos |
| ---- | ---------------- | ------- | -------- |
| 1974 | 3.ª Asamblea     | 60,812  | 1        |
| 1977 | 4.ª Asamblea     | 69,873  | 14       |
| 1977 | 6.º Lok Sabha    | 115,302 | 1        |
| 1980 | 5.ª Asamblea     | 45,623  | 0        |
| 1985 | 6.ª Asamblea     | 47,521  | 6        |
| 1990 | 7.ª Asamblea     | 76,337  | 3        |
| 1991 | 8.ª Asamblea     | 67,792  | 6        |
| 1996 | 9.ª Asamblea     | 57,678  | 3        |
| 1998 | 12.º Lok Sabha   | 102,622 | 1        |
| 2001 | 10.ª Asamblea    | 59,926  | 5        |
| 2006 | 11.ª Asamblea    | 5       |          |
| 2016 | 12.ª Asamblea    | 4       |          |

## Ministros en jefe
Ministros en jefe en el AIADMK:
1. M. G. Ramachandran (1977-1987)
2. V. R. Nedunchezhiyan (24 de diciembre de 1987 - 7 de enero de 1988)
3. Janaki Ramachandran (1988)
4. Jayalalithaa (1991-1996, 2001, 2002-2006, 2011-2014,23 de mayo de 2015 - 5 de diciembre de 2016)
5. O. Panneerselvam (2001-2002, 2014-2015, 6 de diciembre de 2016 - 16 de febrero de 2017)
6. Edappadi K. Palaniswami (16 de febrero de 2017 -2021)